# Bleeksporig bosviooltje
Bleeksporig bosviooltje (Viola riviniana) is een soort uit het geslacht viooltje (Viola).

## Determinatie
Bleeksporig bosviooltje is een vaste, kruidachtige hemikryptofyt die onvertakte wortelstokken vormt. Qua grootte is de soort vrij variabel; ze bereikt een hoogte van 5–35 cm. Het blad heeft een hartvormige voet en is verder rond of eirond. De steunblaadjes zijn lancetvormig en gewimperd. De bladeren vormen een los wortelrozet. Bleeksporig bosviooltje bloeit van april tot mei en soms in de herfst nog een keer. In de zomer worden (soms) ook cleistogame bloemen gevormd. De plant heeft blauwe of blauwviolette bloemen. De spoor is duidelijk bleker, met een sterk witachtige kleur. Op het onderste kroonblad zitten veel donkere aders. De doorsnede is 1–2,5 cm. Na de bloeit vormt bleeksporig bosviooltje heeft een driekleppige doosvrucht.

### Gelijkende taxa
Bleeksporig bosviooltje lijkt erg veel op haar hybride met donkersporig bosviooltje: middelst bosviooltje. De hybride heeft geen bleek maar een lichtviolet spoor.

## Ecologie
Bleeksporig bosviooltje vindt haar optimum op halfbeschaduwde, meso-eutrofe bodems met een circumneutrale pH.

## Verspreiding
Het natuurlijke verspreidingsgebied van bleeksporig bosviooltje strekt zich uit over grote delen van het Europese vasteland, de Britse Eilanden, de Faeröer en IJsland; in het zuiden straalt het door tot in de westelijke helft van Noord-Afrika. Richting het oosten vertoont de verspreiding opvallende uitstralingen tot in ongeveer het midden van het Russisch Laagland (tot in ongeveer Tatarije). In Europa ontbreekt de soort in Moldavië, Oekraïne, Turkije, de noordelijke helft van Rusland en op Cyprus, Kreta de Balearen en Spitsbergen.
In de Noord-Amerika is bleeksporig bosviooltje geïntroduceerd in Brits-Columbia, Washington en California. In Australië is de soort geïntroduceerd in Victoria.

## Fotogalerij

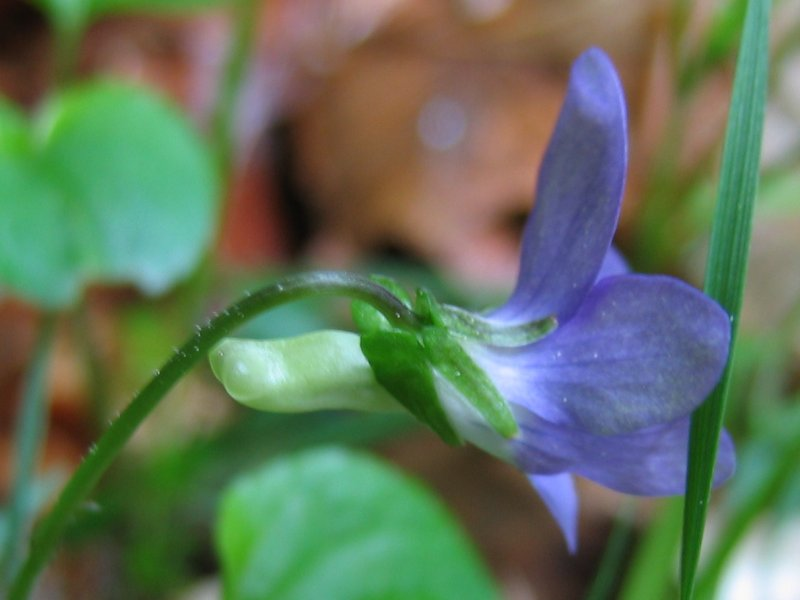
Witte spoor
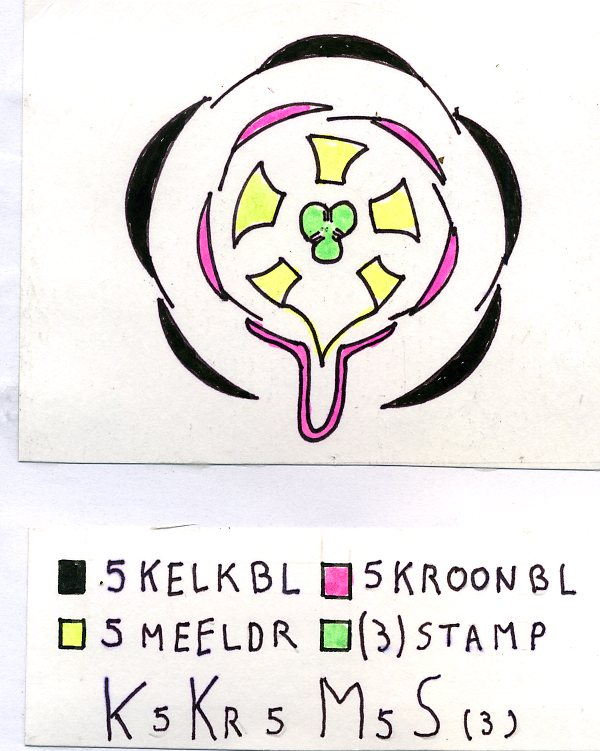
Bloemdiagram